# Александров Борис Вікторович
Борис Вікторович Александров (рос. Борис Викторович Александров; нар. 13 листопада 1955, Усть-Каменогорськ — пом. 31 липня 2002, Челябінська область) — радянський і казахстанський хокеїст із шайбою і тренер. Олімпійський чемпіон з 1976 року; майстер спорту СРСР міжнародного класу з 1976 року.

## Біографія
Народився 13 листопада 1955 року в місті Усть-Каменогорську (тепер Казахстан). Почав грати в хокей в сезоні 1972—1973 років як нападник у команді «Торпедо». З 1973 року грав за ЦСКА, де провів шість сезонів. У 1978 році закінчив Усть-Каменогорський педагогічний інститут. У 1979—1980 роках грав в СКА МВО, у 1980—1982 роках в московському «Спартаці».
У 1990 році пішов з великого хокею, у вільний час грав за студентську команду «Аліса» (Москва), а також за команду ветеранів «Зірки Росії». У 1994 році повернувся в Усть-Каменогорське «Торпедо», де виступав як граючий тренер. У сезоні 1995/1996 був призначений головним тренером «Торпедо» (Усть-Каменогорськ) і очолив збірну Казахстану. До липня 2002 року був головним тренером усть-каменогорської команди «Казцинк-Торпедо» і збірної Казахстану. 31 липня загинув в автокатастрофі біля міста Усть-Катава (на трасі Уфа — Челябінськ). Похований в Москві на Митинському кладовищі.

## Спортивні досягнення
- Чемпіон Зимової Олімпіади в Інсбруку (1976; 3 гри, 2 шайби)[2];
- Чемпіон СРСР (1975, 1977, 1978);
- Срібний призер чемпіонатів СРСР у складі ЦСКА (1974, 1976);
- Бронзовий призер чемпіонату СРСР 1980 складі «Спартак» (Москва);
- Фіналіст Кубка СРСР (1978);
- Учасник Кубка Канади (1976; 5 ігр, 2 шайби)[1][2].

У чемпіонатах СРСР і МХЛ брав участь в 400 матчах і забив 177 голів. У збірній СРСР (1975—1977) провів 19 матчів, забив 4 шайби; у збірній Казахстану (1995) — 4 матчі, 2 шайби.

## Пам'ять
- На місці автокатастрофи, в якій загинув спортсмен, стоїть пам'ятник у вигляді хокейної шайби з фотографією Александрова[1];
- З 2003 року в Усть-Каменогорську проходить щорічний відкритий турнір з хокею з шайбою серед любителів і ветеранів, присвячений пам'яті Бориса Александрова;
- 13 листопада 2005 року, в день 50-річчя спортсмена, в Усть-Каменогорську, на будинку № 3 по проспекту Незалежності, де жив і зростав хокеїст, було встановлено меморіальну дошку в його пам'ять. Так само в цьому дворі збереглася хокейна коробка, на якій він починав тренуватися;
- З 2010 року Льодовий палац спорту в Усть-Каменогорську, в якому він грав і тренував, носить ім'я Бориса Александрова.
- 26 травня 2019 року в Братиславі, під час чемпіонату світу, був введений в Залу слави ІІХФ[3].